# Diospyros impolita
Diospyros impolita är en tvåhjärtbladig växtart som beskrevs av Frank White. Diospyros impolita ingår i släktet Diospyros och familjen Ebenaceae. Inga underarter finns listade i Catalogue of Life.